# Huracán Chantal (1989)
El huracán Chantal fue la tercera tormenta en recibir nombre de la temporada de huracanes en el Atlántico de 1989. La tormenta tocó tierra cerca de High Island, Texas, causando inundaciones relámpago que mataron a trece personas.

## Historia meteorológica

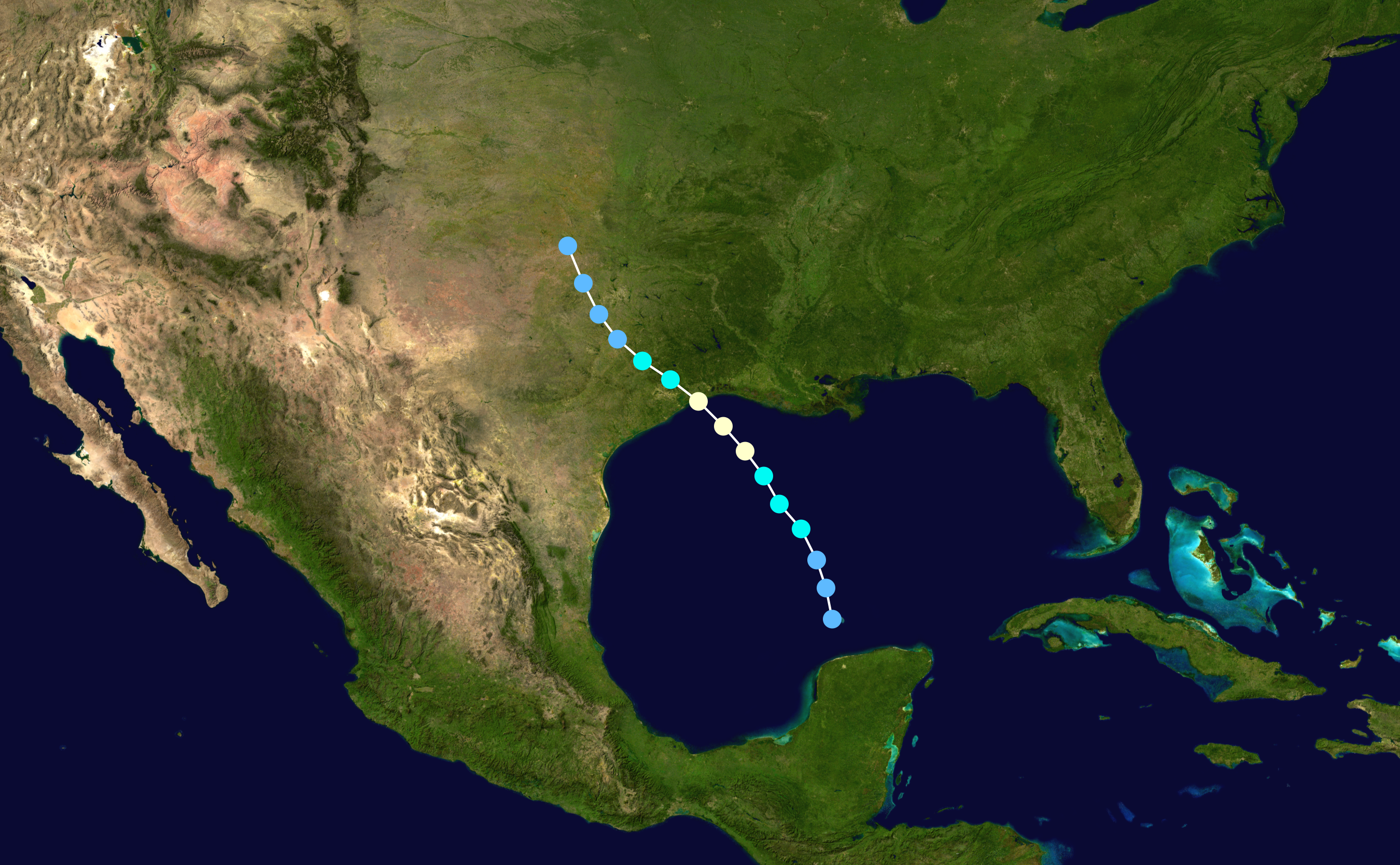
Trayectoria del Huracán Chantal (1989), perteneciente a la temporada de huracanes en el Atlántico de 1989, siguiendo los colores de la escala de huracanes de Saffir-Simpson.

Una onda tropical se formó al norte de Trinidad y Tobago, atravesó el mar Caribe sin desarrollo entrando al golfo de México. Basados en datos satelitales y reportes de embarcaciones, el sistema fue designado depresión tropical el 30 de julio al norte de la península de Yucatán al moverse en dirección noreste hacia la costa del golfo estadounidense. Chantal se convirtió en tormeanta tropical a 920 kilómetros al sureste de Texas el 30 de julio y tomó fuerza de huracán categoría uno más tarde ese mismo día.